# میخ‌پنجه انگشت‌کوتاه
میخ‌پنجه انگشت‌کوتاه (نام علمی: Centropus rectunguis) نام یک گونه از سرده میخ‌پنجه است.